# Stanley (Derbyshire)
Pour les articles homonymes, voir Stanley.
Stanley est un village du Derbyshire, en Angleterre. Avec Stanley Common, il forme la paroisse civile de Stanley and Stanley Common.